# Ưng đuôi lửa

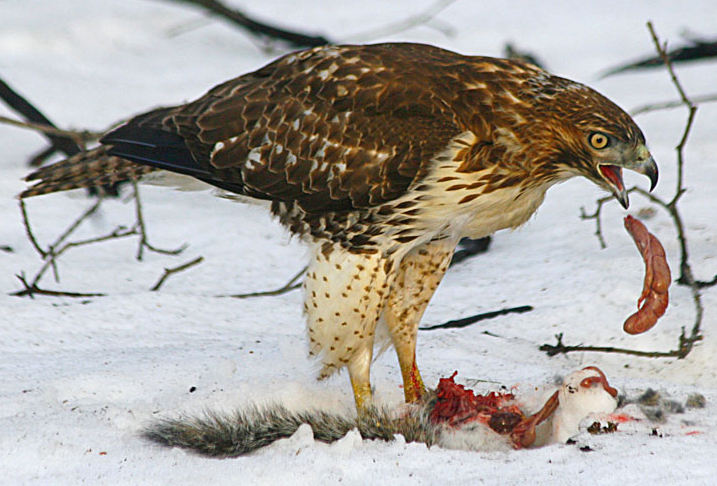

Buteo jamaicensis hay còn gọi là Ưng đuôi lửa là một loài chim săn mồi trong họ Ưng. Đây là một trong ba loài được biết đến với tên ở Mỹ là "chickenhawk" mặc dù nó hiếm khi săn bắt gà. Nó sống ở suốt các khu vực của Bắc Mỹ, từ phía tây Alaska và miền bắc Canada tới phía nam Panama và Tây Ấn. Đây là một trong những loài Ưng phổ biến nhất ở Bắc Mỹ. Ưng đuôi lửa có thể thích nghi với tất cả các quần xã sinh vật trong phạm vi của nó. Có tất cả mười bốn phân loài được công nhận, tùy theo thay đổi về ngoại hình và phạm vi phân bố. Nó là một trong những thành viên lớn nhất của chi Buteo ở Bắc Mỹ. Chúng thường có trọng lượng từ 690-1600 gram (1,5-3,5 kg) và cao 45–65 cm (18–26 in), với sải cánh dài 110–145 cm (43–57 in). Ưng đuôi lửa hiển thị tính dị hình lưỡng tính trong kích thước khi con cái trung bình nặng hơn so với con đực khoảng 25%.

## Phân loài
- Buteo jamaicensis alascensis